# 喀什膜果麻黄
喀什膜果麻黄（学名：Ephedra przewalskii var. kaschgarica）为麻黄科麻黄属下的一个变种。